# Darren Clark
Darren Edward Clark (* 6. September 1965 in Sydney, Australien) ist ein ehemaliger australischer Leichtathlet.
Bei den Olympischen Spielen 1984 wurde Clark im 400-Meter-Lauf Vierter in 44,75 s. In der 4-mal-400-Meter-Staffel lief er die zweitschnellste Zeit aller Teilnehmer, trotzdem wurde die Staffel nur Vierte in 2:59,70 min hinter den USA, den Briten und Nigeria. Erstmals reichte eine Zeit von unter drei Minuten nicht für eine Medaille.
Bei den Commonwealth Games 1986 wurde Darren Clark über 400 Meter Zweiter hinter dem Briten Roger Black. Mit der Staffel gewann er eine zweite Silbermedaille. Bei den Weltmeisterschaften 1987 schied er sowohl über 400 Meter als auch mit der Staffel im Halbfinale aus.
Im Halbfinale bei den Olympischen Spielen 1988 stellte Clark mit 44,38 s seine persönliche Bestleistung auf. Im Finale wurde er Vierter in 44,55 s und lag doch eine halbe Sekunde hinter dem dritten der drei US-Amerikaner. Mit der Staffel erreichte er im Finale Platz sechs.
Bei den Commonwealth Games 1990 gewann Darren Clark in 44,60 s seinen ersten und einzigen großen Titel. Die australische Staffel wurde im Vorlauf disqualifiziert. Seine einzige Medaille außerhalb der Commonwealth Games gewann Darren Clark bei den Hallenweltmeisterschaften 1993, als er hinter Butch Reynolds aus den USA und dem Nigerianer Sunday Bada Bronze gewann.